# Bataille de Samanouth
Campagne d'Égypte
Batailles
Guerre de la Deuxième Coalition
- St George's Caye (navale) (09-1798)
- Nicopolis (10-1798)
- Corfou (11-1798)
- Copenhague (navale) (04-1801)
- Algésiras (navale) (06-1801)

Campagne de Hollande
- Callantsoog (08-1799)
- Vlieter (08-1799)
- Zyp (09-1799)
- Bergen (09-1799)
- Alkmaar (10-1799)
- Castricum (10-1799)

Campagne de Suisse
- Ostrach (03-1799)
- Feldkirch (03-1799)
- 1re Stockach (03-1799)
- Frauenfeld (05-1799) (en)
- Winterthour (05-1799)
- 1re Zurich (06-1799)
- Schwytz (08-1799)
- Amsteg (08-1799) (en)
- Saint-Gothard (09-1799)
- 2e Zurich (09-1799)
- Linth (09-1799) (en)
- Muten (10-1799) (ru)
- Engen (05-1800)
- 2e Stockach (05-1800)
- Moesskirch (05-1800)
- Biberach (05-1800)
- Erbach (05-1800)
- Höchstädt (06-1800)
- Ampfing (12-1800)
- Hohenlinden (12-1800)

Campagne d'Égypte
- Malte 1 (06-1798)
- Malte 2 (06-1798)
- Alexandrie (07-1798)
- Chebreiss (07-1798)
- Pyramides (07-1798)
- 1re Aboukir (08-1798)
- Salheyeh (08-1798)
- Malte 3 (09-1798)
- Sédiman (10-1798)
- Caire (10-1798)
- Samanouth (01-1799)
- El Arish (02-1799)
- Syène (02-1799)
- Jaffa (03-1799)
- Saint-Jean-d'Acre (03-1799)
- Mont-Thabor (04-1799)
- 2e Aboukir (07-1799)
- Damiette (11-1799)
- Héliopolis (03-1800)
- 3e Aboukir (03-1801)
- Mandora (03-1801)
- Canope (03-1801)
- Fort Jullien (04-1801)
- Le Caire (06-1801) (en)
- Alexandrie (08-1801)

2e Campagne d'Italie
- Vérone (03-1799)
- Magnano (04-1799)
- Cassano (04-1799)
- Mantoue (04-1799)
- Bassignana (05-1799)
- 1re Marengo (05-1799) (en)
- Modène (06-1799) (en)
- Trebbia (06-1799)
- 2e Marengo (06-1799) (en)
- Novi 1 (08-1799)
- Rome (09-1799)
- Mannheim (09-1799) (en)
- Novi 2 (10-1799) (en)
- Genola (11-1799)
- Gênes (04-1800)
- Sassello (04-1800) (en)
- Fort Bard (05-1800)
- Verceil (05-1800)
- Turbigo (05-1800)
- Montebello (06-1800)
- 3e Marengo (06-1800)
- Pozzolo (12-1800)

La bataille de Samanouth se déroule le 3 pluviôse an VII (22 janvier 1799), près de Samanouth (Samanoud) en Égypte, oppose un corps français commandé par les généraux Davout et Desaix et l'armée de Mourad Bey.

## Contexte
Les Français, vainqueurs des Mamelouks, avaient chassé Mourad Bey du Fayoum, et l'avaient forcé de se retirer vers le Haut-Saïd, mais celui-ci, toujours maître de la Haute-Égypte, ne se croyait pas vaincu, et ne cessait d'inquiéter les Français avec sa nombreuse cavalerie, en attendant qu'il pût les attaquer en bataille rangée. 
Ceux-ci, qui n'avaient que de l'infanterie, ne pouvaient garantir le territoire qu'ils occupaient des fréquentes incursions des Mamelouks. Le général Desaix, qui commandait dans cette
partie, informe Bonaparte de sa situation, et en reçoit bientôt un renfort de 1 000 hommes de cavalerie et de 3 pièces d'artillerie légère, commandé par le général Davout, avec ordre de chasser Mourad Bey au-delà des cataractes du Nil, d'exterminer les Mamelouks ou de les expulser de l'Égypte.

## Préambule
Conformément à ces ordres, Davout et Desaix marchent contre Mourad Bey, mais celui-ci se dérobe sans cesse à leurs poursuites. 
Le 9 nivôse an VII (29 décembre 1798) l'armée française arrive à Girga, capitale de la Haute-Égypte, et s'y arrête pour attendre une flottille qui devait leur apporter des munitions. Mais les vents étaient contraires, et il se passa vingt jours sans qu'on entendît parler de la flottille. Cependant Mourad Bey mettait tout en œuvre pour susciter aux Français de nouveaux ennemis : 
- d'un côté il invite les chefs du pays de Djeddah et d'Yanbu, en Arabie, à passer la mer Rouge et à exterminer une poignée d'infidèles venus pour détruire la religion de Mahomet.
- d'un autre côté il envoie en Nubie des émissaires qui en amènent du renfort, et Hassan Bey Jeddaoui est aussi conjuré de se réunir contre les ennemis du Coran, tandis que des émissaires sont envoyés dans la province qui se trouve entre Girga[3] et Assiout[4], pour engager les habitants à détruire la flottille des Français et inquiéter les derrières de leur armée.

Toutes ces manœuvres ne purent se faire assez secrètement pour qu'elles ne parvinssent pas aux oreilles du général Desaix. Aussitôt il charge le général Davout de marcher à la tête de toute sa cavalerie pour les dérouter et en punir les auteurs.
Le 14 nivôse an VII (3 janvier 1799) la cavalerie française rencontre au village de Souaqui une multitude d'hommes armés : en moins d'un instant elle est chargée et mise en pleine déroute. Huit cents des insurgés restèrent sur le champ de bataille.
Cette défaite aurait dû rendre les Égyptiens plus circonspects, mais elle n'empêcha pas les paysans des provinces de Misnie, de Benesouef et d'Hoara de se rassembler dans les environs d'Assiout. Davout marche contre eux, les rencontre le 19 nivôse an VII (8 janvier 1799) au village de Tatha, fond sur eux, les taille en pièces, leur tue mille hommes et met le reste en fuite.
Cependant l'armée de Mourad Bey se trouvait renforcée par mille chérifs arrivés d'au-delà de la Mer Rouge, de deux cent cinquante Mamelouks qu'avaient amenés Hassan bey Jeddaoui et Osman bey Hassan, un autre corps de Nubiens et de Maugrabins était campé auprès du village de Houé, et les habitants de la Haute-Égypte, depuis Girga jusqu'aux cataractes, s'étaient levés en masse, et n'attendaient que le signal pour agir. Une armée aussi nombreuse était aux yeux de Mourad Bey plus que suffisante pour remplir ses vues.

## Ordre de bataille
Troupes françaises
- 21e demi-brigade légère de deuxième formation
- 61e demi-brigade de ligne de deuxième formation
- 88e demi-brigade de ligne de deuxième formation
- 7e régiment bis de hussards

## Déroulement
Aussi, ne doutant pas un instant du succès, il se dispose à attaquer les Français : l'ordre est donné, et l'avant-garde, commandée par Osman bey Hassan, arriva le 2 pluviôse an VII (21 janvier 1799) dans le désert, en face de Samanouth.
Le 3 pluviôse an VII (22 janvier 1799), immédiatement, Desaix partage son avant-garde et en forme trois carrés, deux d'infanterie et un de cavalerie. Ce dernier était placé au centre des deux autres, de manière à en être protégé. A peine les Français furent-ils rangés en bataille, que la cavalerie ennemie les cerna totalement, pendant qu'une colonne d'Arabes d'Yanbu faisait un feu continuel sur leur gauche. Desaix charge les carabiniers de la 21e demi-brigade légère de deuxième formation de les attaquer, pendant que Rapp et Savary, à la tête d'un escadron du 7e hussards bis, chargeraient l'ennemi en flanc.

Les Arabes, qui étaient dans un grand canal, furent attaqués avec tant de vivacité qu'ils prirent la fuite, laissant sur la place une trentaine des leurs, tant tués que blessés. Quelques instants après les Arabes d'Yanbu, s'étant ralliés, reviennent à la charge, et veulent enlever le village de Samanouth ; mais les carabiniers de la 21e demi-brigade légère les assaillirent avec tant de vigueur et dirigèrent
contre eux un feu si bien soutenu, qu'ils furent obligés de se retirer une seconde fois, après avoir perdu beaucoup de monde.

Cependant les nombreuses colonnes de l'ennemi s'avançaient en poussant des cris effroyables, et les Mamelouks fondent sur les carrés que commandaient les généraux Friand et Belliard, mais ils furent si vivement repoussés par le feu
de l'artillerie et de la mousqueterie, qu'ils se retirèrent en laissant le champ de bataille jonché de leurs morts. Mourad Bey et Osman bey Hassan, qui commandaient le corps des Mamelouks, ne peuvent tenir contre la charge de la cavalerie de Davout. Ils abandonnent leur position, et entraînent toute l'armée dans leur fuite. 
Les Français poursuivirent les ennemis jusqu'au lendemain, et ne s'arrêtèrent qu'après avoir poussé au delà des cataractes Mourad Bey et tous ceux que leur animosité contre les Français, ou le fanatisme religieux, avait rangés sous ses drapeaux.

## Combat de Souaqui
Informé qu'un rassemblement considérable d'Égyptiens se formait près de Souaqui, à quelques lieues de Girga, et voulant, par un exemple terrible, assurer la sécurité des Français en Égypte, et rendre dociles ces peuples rebelles à ses ordres,  et surtout aux contributions alors nécessaires, le général Desaix ordonna au général Davout de partir sur le champ avec toute sa cavalerie, et de dissiper ce rassemblement.  Le général Davout partit aussitôt, et ayant rencontré, le 14 nivôse an VII (3 janvier 1799), une multitude d'hommes armés près du village de Souaqui, il rangea immédiatement son corps de  bataille par échelons, et  donna ordre à son avant-garde de se précipiter sur l'ennemi. Ce choc renversa les insurgés, qui s'enfuirent plus vite encore qu'ils n'étaient poursuivis. On leur tua plus de huit cents hommes. Mais un tel châtiment ne produisit pas l'effet qu'on en  attendait, et fut loin de contenir ces peuples exaspérés. Ils  donnaient chaque jour les plus vives inquiétudes aux Français, et un nouveau rassemblement, formé à quelques lieues de Siout, succéda, après un court intervalle, à celui de Souaqui.